# Hasta (spyd)
Hasta (pl. hastae) var det spyd, som de tidlige romerske legionærer bar, og som gav navn til de romerske soldater kendt som hastati. I den sene Romerske Republik blev hastati bevæbnet med pila og gladii, og hasta blev kun bevaret af triarii.
I modsætning til pilum, verutum og lancea, blev hastaen ikke kastet, men brugt til at stikke  og støde. Det var omkring 2,4 meter (8 fod) lang, med et skaft, der generelt var lavet af asketræ, mens spydspidsen var af jern.
Hasta refererede også til et spyd, der var et gymnastikvåben. Hasta prapilata var et spyd, hvor spidsen enten var dækket af en kugle eller pakket ind. Denne type spyd blev brugt af soldater under træning.

## Hasta pura
Hasta pura var et spyd, der blev brugt i den romerske hær som en militær dekoration for en soldat, der udmærkede sig i kamp.

## Symbolskehastae

### Hasta caelibaris
Hasta caelibaris ("cølibatspyd") blev brugt under romerske bryllupper til at klæde brudens hår, som en rituel hårnål.

### Hasta pampina
Hasta pampina var et andet navn for Bacchus' thyrsos, hvor spidsen af spyd var begravet i vinblade.

### Hasta publica
En hasta publica var et spyd, der blev brugt til at formidle, at en offentlig auktion fandt sted. Derfor blev et auktionsrum kaldt et hastarium.

### Hasta graminea
Hasta graminea var et spyd lavet af et indisk rør, der blev brugt i statuer af Minerva .

## Post-romersk æra
Det latinske ord hasta findes stadig i nogle sprog, der bruges i regioner, som tidligere var en del af Romerriget. For eksempel bruges det på fransk med stavningen haste, og på italiensk samt spansk med stavemåden asta. Andre sprog har også brugt en modificeret form eller betydning, såsom albansk (heshtë, "spyd").